# Flammenbrustschnäpper

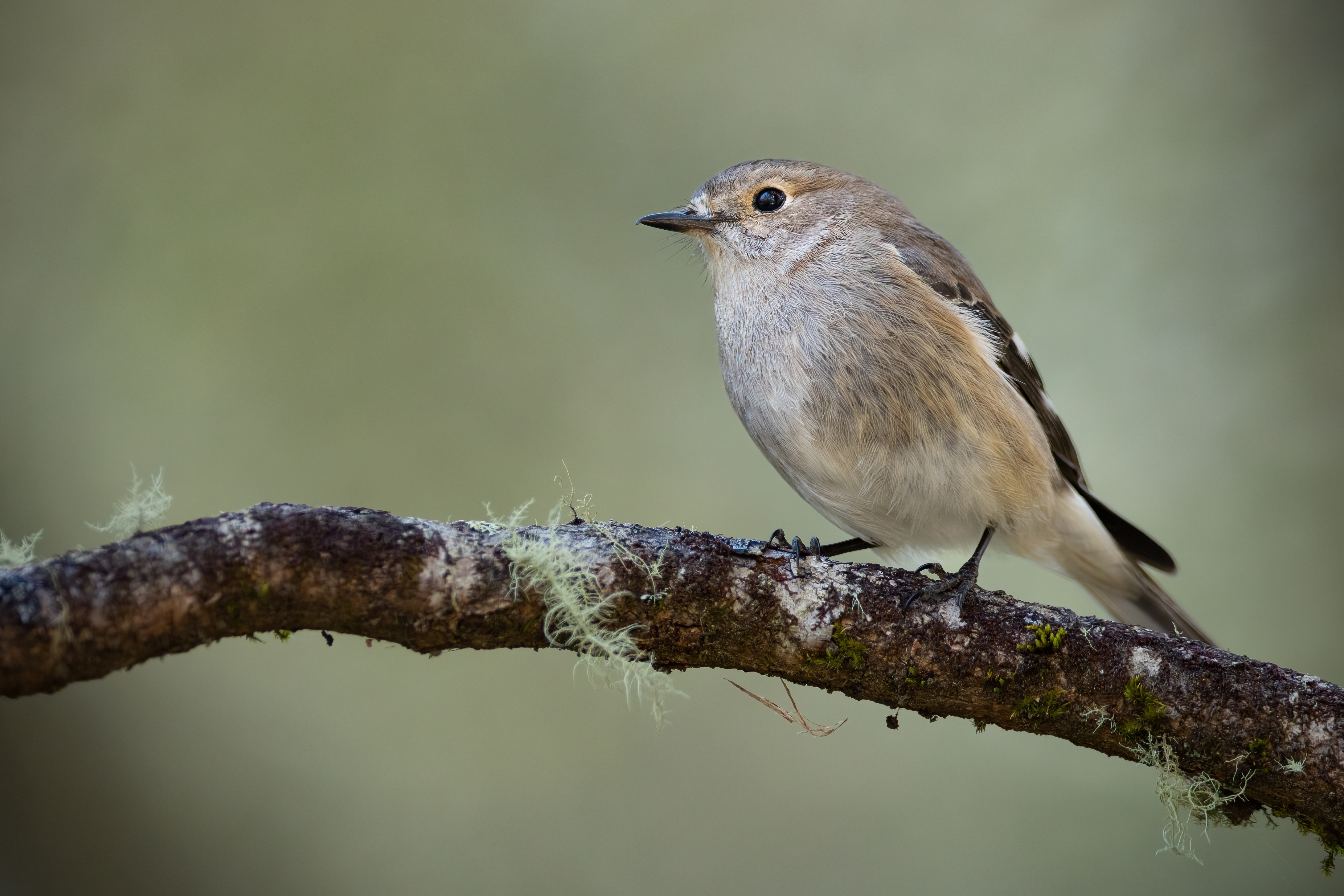
Flammenbrustschnäpper, Weibchen

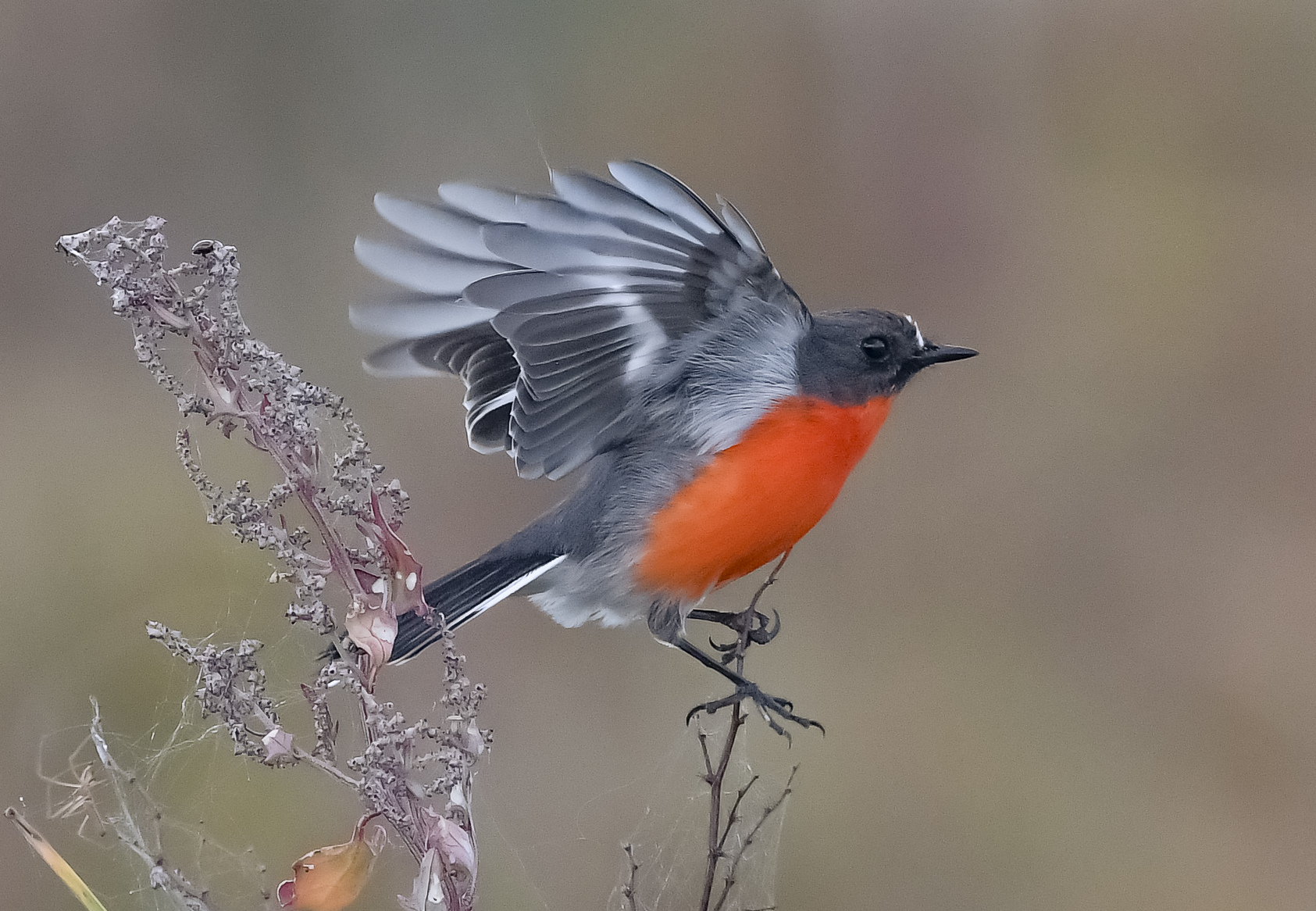
Auffliegendes Männchen des Flammenbrustschnäppers

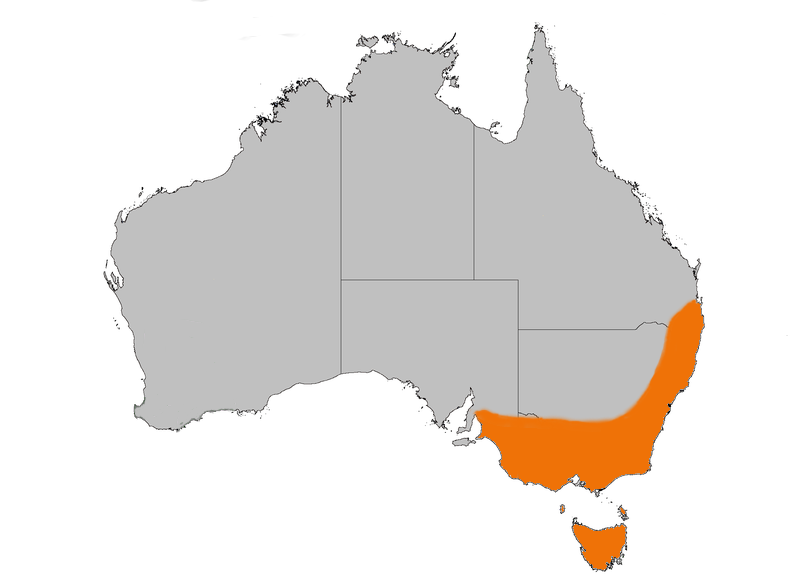
Verbreitungsgebiet des Flammenbrustschnäppers

Der Flammenbrustschnäpper (Petroica phoenicea) ist ein endemisch in Australien vorkommender Singvogel aus der Familie der Südseeschnäpper (Petroicidae).

## Merkmale
Flammenbrustschnäpper erreichen eine Länge von 14 Zentimetern. Zwischen den Geschlechtern besteht bezüglich der Gefiederfarbe ein deutlicher Sexualdimorphismus. Die Männchen haben einen grauen Kopf und eine ebenso gefärbte Oberseite. Kehle, Brust und Bauch zeigen eine kräftige orangerote Farbe, der Steiß ist weiß. Über dem Schnabelansatz hebt sich ein kleiner weißer Fleck ab. Die dunkelbraunen Flügel sind mit einer weißen Musterung sowie einem weißlichen Streifen versehen, der sich beidseitig über Arm- und Handschwingen erstreckt. Dieser Streifen kommt erst im Fluge voll zur Geltung. Die Schwanzfedern haben eine graubraune Farbe und weiße Ränder. Weibchen zeigen oberseits eine unauffällige graubraune Färbung mit weißer Musterung auf den Flügeln und sind auf der Unterseite blass grau gefärbt. Bei beiden Geschlechtern sind Schnabel, Beine und Füße dunkelgrau bis schwarz, die Iris ist schwarzbraun.

## Ähnliche Arten
Die Männchen des Scharlachschnäppers (Petroica boodang) unterscheiden sich in erster Linie durch eine schwarze Kehle, diejenigen des Rotstirn-Schnäppers (Petroica goodenovii) durch eine rote Stirn.

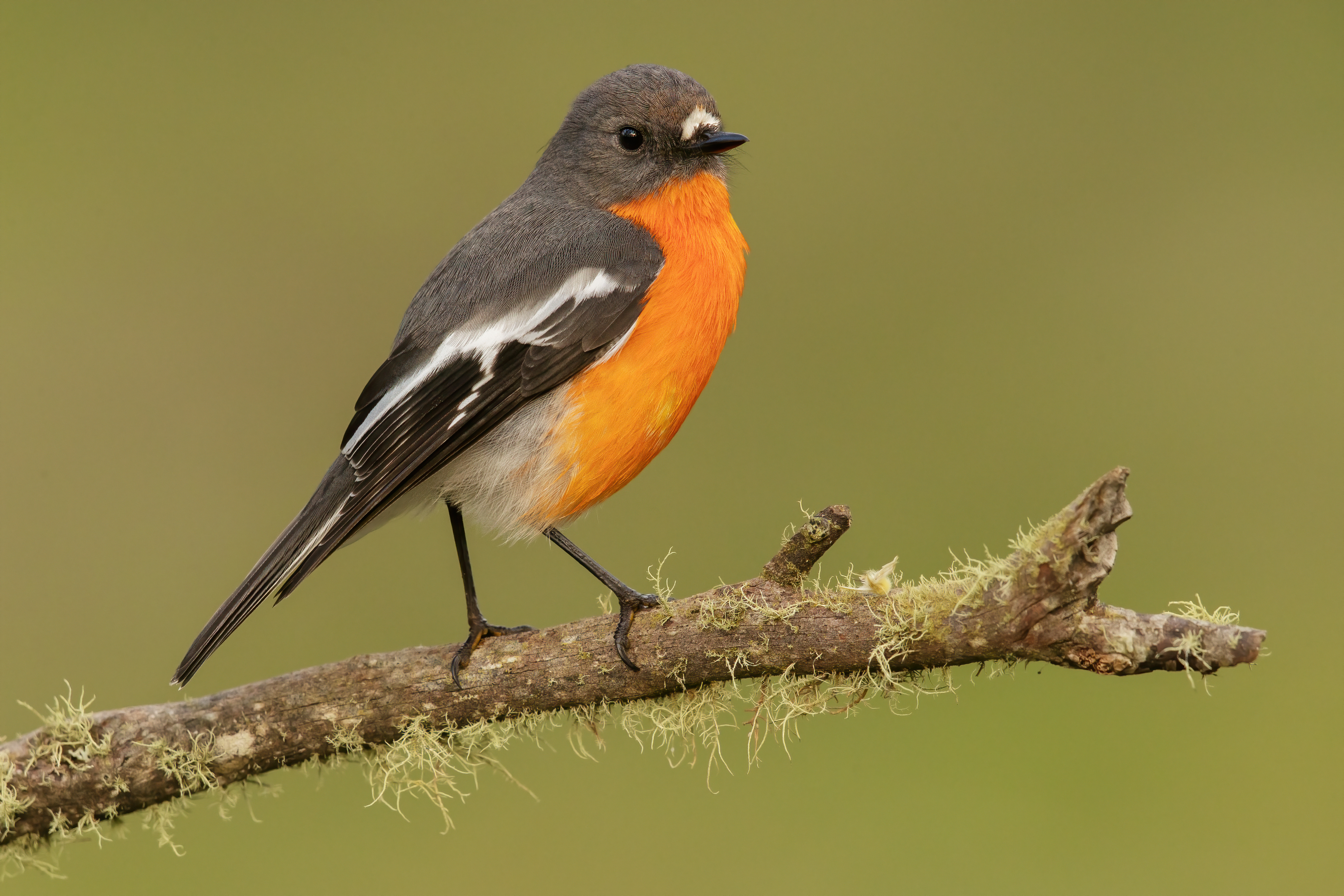
Flammenbrustschnäpper
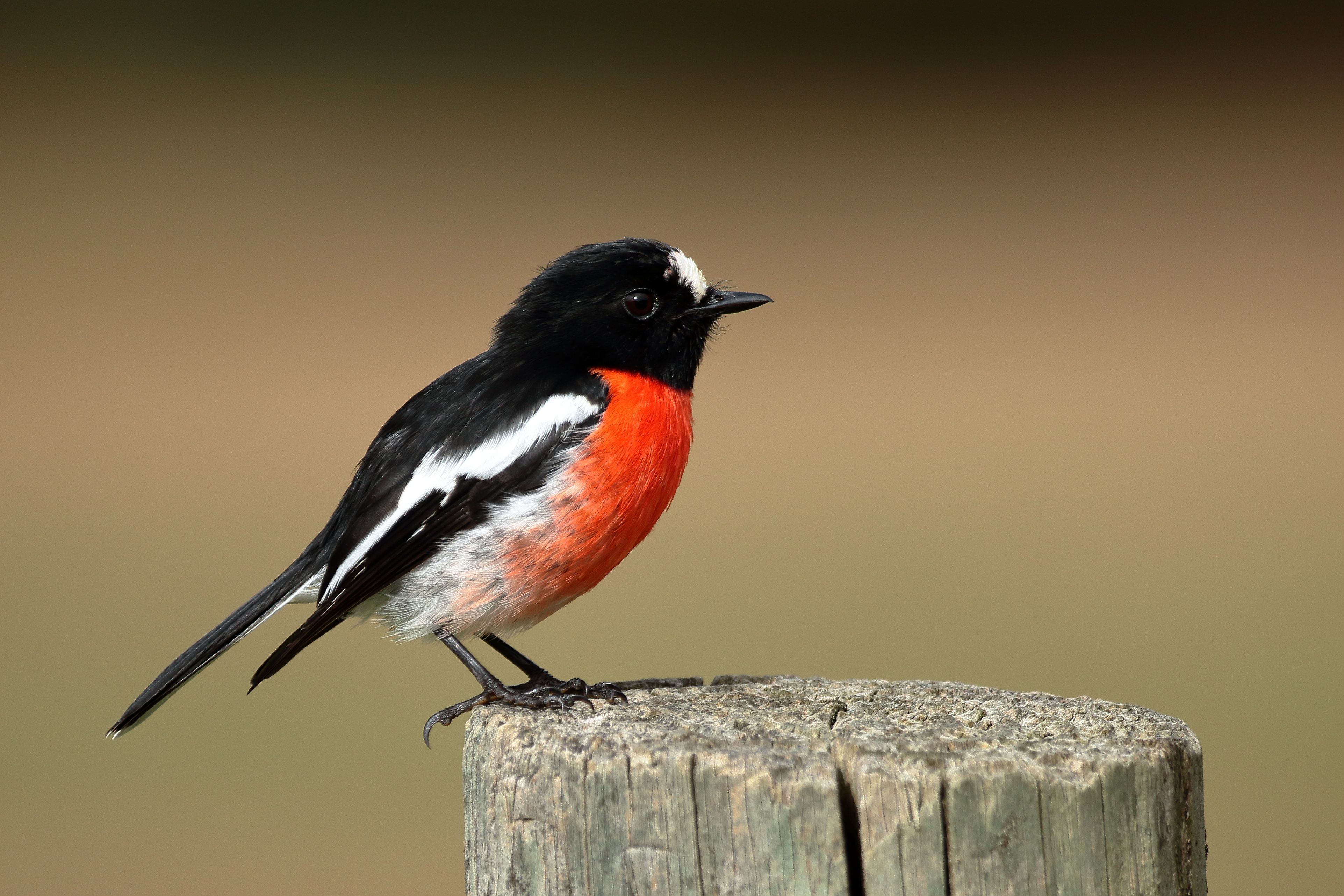
Scharlachschnäpper
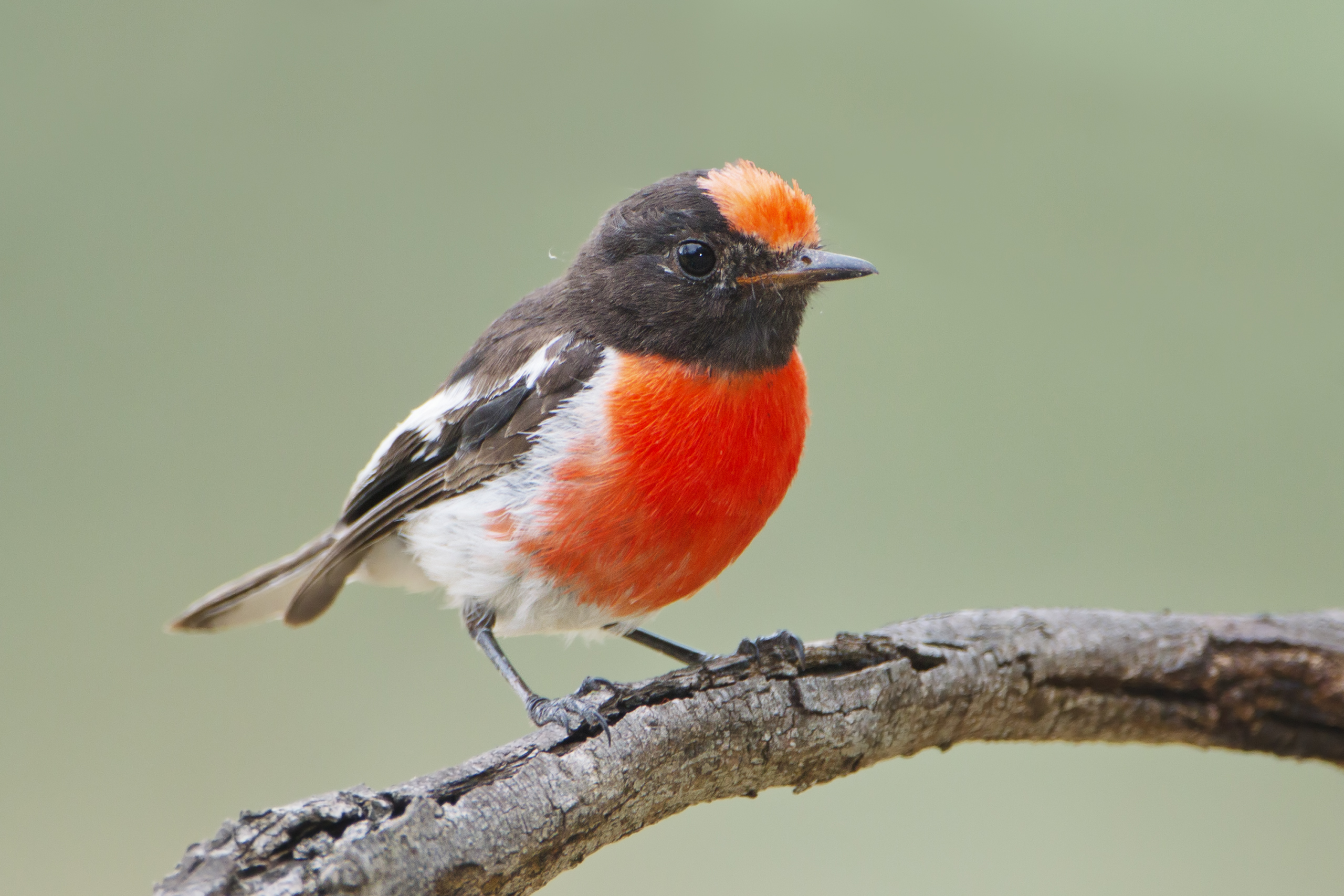
Rotstirn-Schnäpper

Bei den Weibchen ist eine Unterscheidung schwierig, da deren Federkleid bei den meisten Südseeschnäpperarten unscheinbar graubraun und sehr ähnlich ist. Die Weibchen des Flammenbrustschnäppers sind in der Regel etwas größer als die Weibchen der Arten, die ihren Lebensraum teilen.

## Verbreitung, Unterarten und Lebensraum
Flammenbrustschnäpper kommen im Osten und Südosten Australiens vor. Die Verbreitung erstreckt sich von der Südostspitze Queenslands durch den Osten von New South Wales bis nach Victoria und zur Südostspitze von South Australia. Die Art kommt auch auf Tasmanien verbreitet vor. Bevorzugter Lebensraum sind offene Graslandschaften, Berghänge und Bergwiesen, landwirtschaftlich genutzte Flächen sowie Parkanlagen. Die Höhenverbreitung reicht vom Meeresspiegel bis auf 1800 Meter. Unterarten werden nicht geführt.

## Lebensweise
Flammenbrustschnäpper leben meist paarweise oder in kleinen Gruppen. Die Vögel ernähren sich hauptsächlich von Wirbellosen, die sie am Erdboden im Laub suchen. Die Brutzeit erfolgt in den Monaten August bis Januar. Es werden ein oder zwei Bruten im Jahr ausgeführt. Die Paare sind in der Regel monogam und verteidigen ihr Revier gegen Artgenossen. Das tassenförmige Nest wird aus trockenem Gras, Moos und Rindenstreifen gefertigt, mit Spinnenfäden verbunden und mit Federn und Fell ausgekleidet. Es wird bevorzugt in Eukalyptusbäumen einige Meter über dem Erdboden angelegt. Das Weibchen baut das Nest alleine. Ein Gelege enthält drei bis vier 18 × 14 Millimeter große weißliche Eier, die leicht bläulich, grau oder bräunlich getönt sind und mit dunklen graubraunen Flecken gesprenkelt sind. Die Brutzeit beträgt rund 17 Tage. Das Weibchen füttert die Nestlinge an den ersten drei Tagen nach dem Schlüpfen alleine. Die dazu benötigte Nahrung übergibt das Männchen, das ab dem vierten Tag an der direkten Fütterung teilnimmt. Gefüttert werden hauptsächlich Fliegen, Schmetterlinge, Raupen und Käfer. Beide Elternteile entfernen regelmäßig die Kotbeutel der Küken aus dem Nest. Es wurde beobachtet, dass die Jungvögel noch bis zu fünf Wochen nach dem Verlassen des Nestes von den Eltern gefüttert wurden.
Nach Beendigung der Brutzeit im Herbst zeigen viele Flammenbrustschnäpper ein ausgeprägtes Migrationsverhalten. Von ihren Hauptbrutgebieten in der Great Dividing Range, dem tasmanischen Hochland sowie den Inseln in der Bass-Straße wandern sie in wärmere und niedriger gelegene Gebiete. Dabei wandern tasmanische Populationen über die Bass-Straße bis nach Victoria. Populationen, die nördlich der Blue Mountains in New South Wales leben, verbleiben hingegen das gesamte Jahr hindurch an ihrem Standort.
Die Art wird zuweilen von Fächerschwanzkuckuck (Cacomantis flabelliformis) oder  Blasskuckuck (Heteroscenes pallidus) parasitiert. Zu den Nesträubern zählen Weißbürzel-Krähenstar (Strepera graculina), Graubrust-Dickkopf (Colluricincla harmonica) und Östliche Braunschlange (Pseudonaja textilis).

## Gefährdung
Obwohl die Bestände des Flammenbrustschnäppers im Rückgang begriffen sind, wird die Art von der Weltnaturschutzorganisation IUCN als „least concern = nicht gefährdet“ geführt. Die Organisation BirdLife International stuft die Art seit 2004 als „near threatened = potenziell gefährdet“ ein, das Australian Government führt sie zwar weiterhin als „nicht gefährdet“, fügt jedoch an, dass  ein Rückgang an den Rändern von Migrationsgebieten verzeichnet wurde, wo die Art nicht brütet.